# Siétamo
Siétamo là một đô thị trong tỉnh Huesca, Aragon, Tây Ban Nha.